# Dávky pěstounské péče
Dávky pěstounské péče zahrnují 5 dávek od státu, které jsou upraveny zákonem č. 359/1999 Sb., o sociálně-právní ochraně dětí z roku 2013. Jedná se o dávky poskytované bez závislosti na výši příjmu a to buď pěstounovi nebo přímo dítěti. 

## Nárok a výplata dávek
O nároku na dávky rozhoduje a následně je vyplácí pobočka Úřadu práce ČR v místě trvalého pobytu pěstouna a svěřeného dítěte. U plnoletého dítěte poté v místě jeho trvalého bydliště. Dávky pěstounovi náleží ode dne, kdy bylo soudem rozhodnuto o pěstounství či poručnictví. V případě pěstouna v evidenci vzniká nárok zařazením do evidence. Pěstoun si o dávky žádá právě na pobočce Úřadu práce pomocí příslušného tiskopisu. V případě manželského páru náleží dávky pouze jednomu z nich.

## Jednotlivé dávky pěstounské péče

### Příspěvek na úhradu potřeb dítěte
Nárok na tuto dávku vzniká přímo dítěti. Dávku je možné pobírat i po dosažení jeho zletilosti, pokud trvá nezaopatřenost (tj. dítě studuje či se soustavně připravuje na výkon povolání, nejpozději do 26 let věku) a pokud dítě i nadále žije s pěstounem. Výše příspěvku na péči se odvíjí od věku dítěte a stupni jeho závislosti na pomoci jiné osoby.
Výše příspěvku podle věku dítěte:
| Věk dítěte | Výše dávky |
| ---------- | ---------- |
| do 6 let   | 4 500 Kč   |
| 6–12 let   | 5 550 Kč   |
| 12–18 let  | 6 350 Kč   |
| 18–26 let  | 6 600 Kč   |

Výše těchto dávek se mění, když se podle zákona o sociálních službách jedná o dítě závislé na pomoci jiné osoby.
| Věk dítěte | Stupeň závislosti I. (lehká závislost) | Stupeň závislosti II. (středně těžká závislost) | Stupeň závislosti III. (těžká závislost) | Stupeň závislosti IV. (úplná závislost) |
| ---------- | -------------------------------------- | ----------------------------------------------- | ---------------------------------------- | --------------------------------------- |
| do 6 let   | 4 650 Kč                               | 5 550 Kč                                        | 5 900 Kč                                 | 6 400 Kč                                |
| 6–12 let   | 5 650 Kč                               | 6 800 Kč                                        | 7 250 Kč                                 | 7 850 Kč                                |
| 12–18 let  | 6 450 Kč                               | 7 800 Kč                                        | 8 300 Kč                                 | 8 700 Kč                                |
| 18–26 let  | 6 750 Kč                               | 8 100 Kč                                        | 8 600 Kč                                 | 9 000 Kč                                |

Se změnou stupně závislosti dítěte na pomoci jiné osoby se mění i výše příspěvku. V případě zvýšení stupně závislosti dojde k navýšení dávky k prvnímu dni kalendářního měsíce, kdy změna nastala. Při snížení stupně závislosti bude dávka snížena až k prvnímu dni následujícího kalendářního měsíce.

### Příspěvek při ukončení pěstounské péče
Jedná se o jednorázovou dávku ve výši 25 000 Kč. Nárok na tento příspěvek vzniká přímo dítěti, které bylo dříve umístěno do pěstounské péče a nyní dosáhlo plnoletosti nebo zanikla jeho nezaopatřenost (ukončením studia, dosažením věku 26 let). Když tedy zaniká nárok na příspěvek na úhradu potřeb dítěte (viz výše), vzniká nárok na příspěvek při ukončení pěstounské péče. O tuto dávku si žádá sama osoba, která byla dítětem v pěstounské péči.

### Odměna pěstouna
Na tuto dávku vzniká nárok osobě pečující i pěstounovi v evidenci. Pěstounovi v evidenci nárok na tuto dávku zaniká, když svěřené dítě dosáhne plnoletosti, u osoby pečující trvá nárok na tuto dávku, dokud trvá nárok na příspěvek na úhradu potřeb dítěte (viz výše).  U pěstounů v evidenci vzniká nárok na odměnu pěstouna po celou dobu, kdy jsou v evidenci vedeni, bez ohledu na to, zda zrovna u sebe dítě mají nebo ne.
Výše odměny:
Výše odměny je závislá na aktuální minimální mzdě (MM), počtu dětí a jejich zdravotním stavu (stupni závislosti).
| Věk dítěte              | Dlouhodobá péče | Přechodná péče |
| ----------------------- | --------------- | -------------- |
| 1 dítě                  | 1,0 * MM        | 1,8 * MM       |
| 2 děti                  | 1,5 * MM        | 2,1 * MM       |
| 3 děti                  | 2,0 * MM        | 2,4 * MM       |
| 1 dítě ve stupni záv. I | 1,2 * MM        | 2,0 * MM       |
| 1 dítě ve stupni II–IV  | 2,0 * MM        | 2,2 * MM       |

Každé další dítě:
Dlouhodobá péče +0,5 * MM nebo +0,7 * MM st. III–IV
Přechodná péče +0,3 * MM nebo +0,5 * MM st. III–IV
„Odměna pěstouna se pro účely zvláštních právních předpisů posuzuje jako plat."

### Příspěvek při převzetí dítěte
Příspěvek při převzetí dítěte náleží osobě pečující, nikoli osobě v evidenci.
Výše příspěvku se odvíjí od věku dítěte při převzetí:
| Věk dítěte | Výše příspěvku |
| ---------- | -------------- |
| do 6 let   | 8 000 Kč       |
| 6–12 let   | 9 000 Kč       |
| 12–18 let  | 10 000 Kč      |

### Příspěvek na zakoupení osobního motorového vozidla
Na tuto dávku má nárok osoba pečující, která má v péči 3 nebo více dětí. Příspěvek je možné použít na koupi nového vozidla nebo na opravy stávajícího. Výše dávky je 70 % doložených výdajů na koupi či opravu, nejvyšší možná míra příspěvku je ovšem 100 000 Kč. O tuto dávku je možné žádat opakovaně, ovšem za 10 let nesmí celková výše příspěvků přesáhnout 200 000 Kč.
Zakoupené motorové vozidla pečující osoba nesmí využívat k výdělečné činnosti.